# Jacques Vieille

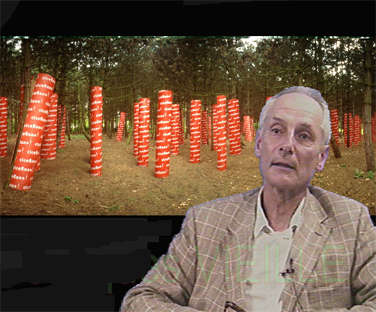
Jacques Vieille (2008)

Jacques Vieille (* 1948 in Baden-Baden) ist ein deutsch- französischer Bildhauer und Installationskünstler. Er lebt und arbeitet in Paris und Lot-et-Garonne. Der Künstler bezeichnet sich selbst als „Architekt, Landschaftsgestalter, Gärtner und Dekorateur“ und betont als solcher historische, geographische und architektonische Ursprünge der Räume, die er mittels komplexer und oft monumentaler Installationen einnimmt: Säulen, Gärten, Kunstgriffe, Mythen und Architektur.

## Ausstellungen (Auswahl)

### Einzelausstellungen
- 1980: Micro Galerie, École de Beaux-Arts, Mâcon

### Gruppenausstellungen
- 1981: Maison de la culture, Nevers
- 1984: Francois Bouillon, Yves Reynier, Jacques Vieille Centre Georges Pompidou, Paris
- 1989: Prospect 89, Schirn Kunsthalle Frankfurt, Frankfurt
- 2003: Jacques Vieille: Reverso Musée d’art moderne et contemporain, Genf
- 2004: Counterpoint Contemporary art at the Louvre, Louvre, Paris